# Giulio Tonti
Giulio Tonti (Roma, 9 dicembre 1844 – Roma, 11 dicembre 1918) è stato un cardinale e arcivescovo cattolico italiano.

## Biografia
Nacque a Roma il 9 dicembre 1844. Ricevette la Cresima il 17 agosto 1856. Compì gli studi al Seminario romano, ottenendovi i dottorati in filosofia, teologia e ambe leggi.
Fu ordinato sacerdote il 21 dicembre 1867 e fu professore di teologia e vicerettore del Pontificio ateneo urbaniano De Propaganda Fide fino al 1879. Divenne un officiale della Sacra Congregazione per gli affari ecclesiastici straordinari prima di prestare servizio come auditore della nunziatura in Francia (1879-1882) e in Portogallo (1882-1892). Nel contempo fu elevato al rango di Cameriere Segreto di Sua Santità.
L'11 luglio 1892 fu nominato delegato apostolico per la Repubblica Dominicana, Haiti e il Venezuela e arcivescovo titolare di Samo da papa Leone XIII. Ricevette l'ordinazione episcopale il 25 luglio dello stesso anno dalle mani del cardinale Vincenzo Vannutelli (co-consacranti i vescovi Michele Zezza di Zapponeta e Augusto Berlucca). In seguito fu nominato amministratore apostolico di Port-au-Prince e delle Gonaïves il 24 febbraio 1893 e arcivescovo titolare di Sardes il 15 luglio seguente.
Divenne infine arcivescovo di Port-au-Prince, conservando l'amministrazione della diocesi di Les Gonaïves, il 1º ottobre 1894. Fu poi nominato nunzio in Brasile e arcivescovo titolare di Ancira il 23 agosto 1902 e nunzio in Portogallo il 4 ottobre 1906. Il 25 ottobre 1910 si dimise dal suo incarico diplomatico in Portogallo come conseguenza della rivoluzione e fece ritorno a Roma.
Papa Benedetto XV lo elevò al rango di cardinale come prima creatura nel concistoro del 6 dicembre 1915, conferendogli il titolo dei Santi Silvestro e Martino ai Monti. Successivamente fu nominato prefetto della Sacra Congregazione per i Religiosi il 13 febbraio 1917, divenendo anche un membro del Consiglio per l'Amministrazione del Patrimonio della Sede Apostolica il 21 maggio dello stesso anno.
Morì l'11 dicembre 1918 a Roma all'età di 74 anni. È sepolto nel sepolcreto del capitolo di San Pietro al Cimitero del Verano.

## Genealogia episcopale e successione apostolica
La genealogia episcopale è:
- Cardinale Scipione Rebiba
- Cardinale Giulio Antonio Santori
- Cardinale Girolamo Bernerio, O.P.
- Arcivescovo Galeazzo Sanvitale
- Cardinale Ludovico Ludovisi
- Cardinale Luigi Caetani
- Cardinale Ulderico Carpegna
- Cardinale Paluzzo Paluzzi Altieri degli Albertoni
- Papa Benedetto XIII
- Papa Benedetto XIV
- Cardinale Enrico Enriquez
- Arcivescovo Manuel Quintano Bonifaz
- Cardinale Buenaventura Córdoba Espinosa de la Cerda
- Cardinale Giuseppe Maria Doria Pamphilj
- Papa Pio VIII
- Papa Pio IX
- Cardinale Alessandro Franchi
- Cardinale Giovanni Simeoni
- Cardinale Vincenzo Vannutelli
- Cardinale Giulio Tonti

La successione apostolica è:
- Vescovo Jean-Marie-Alexandre Morice (1893)
- Vescovo Pierre-Marie Gentet (1895)
- Vescovo Joaquim Antônio de Almeida (1906)
- Arcivescovo João Evangelista de Lima Vidal (1909)